# Tour international de Blida 2016
La 4e édition du Tour international de Blida a eu lieu le 10 au 12 mars 2016. La course fait partie du calendrier UCI Africa Tour 2016 en catégorie 2.2.

## Présentation

### Équipes
Classé en catégorie 2.2 de l'UCI Africa Tour, le Tour international de Blida est par conséquent ouvert aux équipes continentales professionnelles, aux équipes continentales, aux équipes nationales, aux équipes régionales et de clubs et aux équipes mixtes d'équipes africaines.
Quatorze équipes participent à Tour international de Sétif - quatre équipes continentales, cinq équipes nationales et cinq équipes régionales et de clubs :
| Équipes continentales | Équipes continentales | Équipes continentales |
| Nom de l'équipe       | Pays                  | Code                  |
| --------------------- | --------------------- | --------------------- |
| Staki-Baltik Vairas   | Lituanie              | SBT                   |
| Vélo Club Sovac       | Algérie               | SOV                   |
| Al Nasr Dubaï         | Émirats arabes unis   | ANS                   |
| Massi-Kuwait Project  | Koweït                | KCP                   |

| Équipes régionales et de clubs | Équipes régionales et de clubs | Équipes régionales et de clubs |
| Nom de l'équipe                | Pays                           | Code                           |
| ------------------------------ | ------------------------------ | ------------------------------ |
| Arbo Denzel Cliff              | Autriche                       | ADC                            |
| Cevital                        | Algérie                        | CEV                            |
| Ooredoo                        | Algérie                        | OOR                            |
| El Majd                        | Algérie                        | ELM                            |
| Speed Road Gomistar            | Espagne                        | SRG                            |

| Équipes nationales          | Équipes nationales | Équipes nationales |
| Nom de l'équipe             | Pays               | Code               |
| --------------------------- | ------------------ | ------------------ |
| Équipe nationale d'Algérie  | Algérie            | ALG                |
| Équipe nationale d'Érythrée | Érythrée           | ERI                |
| Équipe nationale du Rwanda  | Rwanda             | RWA                |
| Équipe nationale de Tunisie | Tunisie            | TUN                |
| Équipe nationale de Syrie   | Syrie              | SYR                |

## Étapes
| Étape     | Date    | Villes étapes              |                   | Distance (km) | Vainqueur d’étape | Leader du classement général |
| --------- | ------- | -------------------------- | ----------------- | ------------- | ----------------- | ---------------------------- |
| 1re étape | 10 mars | Blida - Tipaza - Blida     | Étape vallonnée   | 107           | Luca Wackermann   | Luca Wackermann              |
| 2e étape  | 11 mars | Blida - Djebabra - Mouzaia | Étape de montagne | 130.6         | Adil Barbari      | Luca Wackermann              |
| 3e étape  | 12 mars | Zeralda - Tipaza - Chrea   | Étape de montagne | 124           | Luca Wackermann   | Luca Wackermann              |

## Classement des étapes

### 1reétape
| Classement de l'étape | Classement de l'étape | Classement de l'étape | Classement de l'étape | Classement de l'étape |
|                       | Coureur               | Pays                  | Équipe                | Temps                 |
| --------------------- | --------------------- | --------------------- | --------------------- | --------------------- |
| 1er                   | Luca Wackermann       | Italie                | Al Nasr Dubaï         | en 2 h 31 min 7 s     |
| 2e                    | Darijus Džervus       | Lituanie              | Staki-Baltik Vairas   | + 12 s                |
| 3e                    | Essaïd Abelouache     | Maroc                 | Al Nasr Dubaï         | m.t                   |
| 4e                    | Tesfom Okubamariam    | Érythrée              | Équipe d'Érythrée     | m.t                   |
| 5e                    | Abdelkader Belmokhtar | Algérie               | Cevital               | m.t                   |
| 6e                    | Ali Nouisri           | Tunisie               | Équipe de Tunisie     | m.t                   |
| 7e                    | Jesús Alberto Rubio   | Espagne               | Al Nasr Dubaï         | m.t                   |
| 8e                    | Joseph Areruya        | Rwanda                | Équipe du Rwanda      | m.t                   |
| 9e                    | Nabil Baz             | Algérie               | Cevital               | m.t                   |
| 10e                   | Martynas Maniušis     | Lituanie              | Staki-Baltik Vairas   | + 16 s                |
| modifier              |                       |                       |                       |                       |

| Classement général | Classement général    | Classement général | Classement général  | Classement général |
|                    | Coureur               | Pays               | Équipe              | Temps              |
| ------------------ | --------------------- | ------------------ | ------------------- | ------------------ |
| 1er                | Luca Wackermann       | Italie             | Al Nasr Dubaï       | en 2 h 31 min 7 s  |
| 2e                 | Darijus Džervus       | Lituanie           | Staki-Baltik Vairas | + 12 s             |
| 3e                 | Essaïd Abelouache     | Maroc              | Al Nasr Dubaï       | m.t                |
| 4e                 | Tesfom Okubamariam    | Érythrée           | Équipe d'Érythrée   | m.t                |
| 5e                 | Abdelkader Belmokhtar | Algérie            | Cevital             | m.t                |
| 6e                 | Ali Nouisri           | Tunisie            | Équipe de Tunisie   | m.t                |
| 7e                 | Jesús Alberto Rubio   | Espagne            | Al Nasr Dubaï       | m.t                |
| 8e                 | Joseph Areruya        | Rwanda             | Équipe du Rwanda    | m.t                |
| 9e                 | Nabil Baz             | Algérie            | Cevital             | m.t                |
| 10e                | Martynas Maniušis     | Lituanie           | Staki-Baltik Vairas | + 16 s             |
| modifier           |                       |                    |                     |                    |

### 2eétape
| Classement de l'étape | Classement de l'étape   | Classement de l'étape | Classement de l'étape | Classement de l'étape |
|                       | Coureur                 | Pays                  | Équipe                | Temps                 |
| --------------------- | ----------------------- | --------------------- | --------------------- | --------------------- |
| 1er                   | Adil Barbari            | Algérie               | Al Nasr Dubaï         | en 3 h 22 min 34 s    |
| 2e                    | Aron Debretsion         | Érythrée              | Équipe d'Érythrée     | m.t                   |
| 3e                    | Luca Wackermann         | Italie                | Al Nasr Dubaï         | m.t                   |
| 4e                    | Essaïd Abelouache       | Maroc                 | Al Nasr Dubaï         | + 3 min 40 s          |
| 5e                    | Tesfom Okubamariam      | Érythrée              | Équipe d'Érythrée     | m.t                   |
| 6e                    | Tomas Vaitkus           | Lituanie              | Al Nasr Dubaï         | m.t                   |
| 7e                    | Abderrahmane Bechlaghem | Algérie               | Équipe d'Algérie      | m.t                   |
| 8e                    | Paulius Šiškevičius     | Lituanie              | Staki-Baltik Vairas   | m.t                   |
| 9e                    | Jesús Alberto Rubio     | Espagne               | Al Nasr Dubaï         | m.t                   |
| 10e                   | Joseph Biziyaremye      | Rwanda                | Équipe du Rwanda      | m.t                   |
| modifier              |                         |                       |                       |                       |

| Classement général | Classement général    | Classement général | Classement général  | Classement général |
|                    | Coureur               | Pays               | Équipe              | Temps              |
| ------------------ | --------------------- | ------------------ | ------------------- | ------------------ |
| 1er                | Luca Wackermann       | Italie             | Al Nasr Dubaï       | en 5 h 53 min 41 s |
| 2e                 | Adil Barbari          | Algérie            | Al Nasr Dubaï       | + 2 min 56 s       |
| 3e                 | Aron Debretsion       | Érythrée           | Équipe d'Érythrée   | + 3 min 2 s        |
| 4e                 | Essaïd Abelouache     | Maroc              | Al Nasr Dubaï       | + 3 min 52 s       |
| 5e                 | Tesfom Okubamariam    | Érythrée           | Équipe d'Érythrée   | m.t                |
| 6e                 | Jesús Alberto Rubio   | Espagne            | Al Nasr Dubaï       | m.t                |
| 7e                 | Joseph Areruya        | Rwanda             | Équipe du Rwanda    | m.t                |
| 8e                 | Abdelkader Belmokhtar | Algérie            | Cevital             | m.t                |
| 9e                 | Martynas Maniušis     | Lituanie           | Staki-Baltik Vairas | + 3 min 56 s       |
| 10e                | Paulius Šiškevičius   | Lituanie           | Staki-Baltik Vairas | + 5 min 3 s        |
| modifier           |                       |                    |                     |                    |

### 3eétape
| Classement de l'étape | Classement de l'étape   | Classement de l'étape | Classement de l'étape | Classement de l'étape |
|                       | Coureur                 | Pays                  | Équipe                | Temps                 |
| --------------------- | ----------------------- | --------------------- | --------------------- | --------------------- |
| 1er                   | Luca Wackermann         | Italie                | Al Nasr Dubaï         | en 3 h 16 min 27 s    |
| 2e                    | Patrick Byukusenge      | Rwanda                | Équipe du Rwanda      | m.t                   |
| 3e                    | Joseph Areruya          | Rwanda                | Équipe du Rwanda      | + 8 s                 |
| 4e                    | Essaïd Abelouache       | Maroc                 | Al Nasr Dubaï         | + 11 s                |
| 5e                    | Abderrahmane Bechlaghem | Algérie               | Équipe d'Algérie      | m.t                   |
| 6e                    | Andreas Keuser          | Allemagne             | Massi-Kuwait Project  | + 57 s                |
| 7e                    | Jean-Claude Uwizeye     | Rwanda                | Équipe du Rwanda      | + 1 min 5 s           |
| 8e                    | Paulius Šiškevičius     | Lituanie              | Staki-Baltik Vairas   | + 1 min 14 s          |
| 9e                    | Abdelkader Belmokhtar   | Algérie               | Cevital               | + 2 min 6 s           |
| 10e                   | Christian haas          | Autriche              | Arbo Denzel Cliff     | + 2 min 12 s          |
| modifier              |                         |                       |                       |                       |

### Classements finals
| Classement général | Classement général      | Classement général | Classement général  | Classement général |
|                    | Coureur                 | Pays               | Équipe              | Temps              |
| ------------------ | ----------------------- | ------------------ | ------------------- | ------------------ |
| 1er                | Luca Wackermann         | Italie             | Al Nasr Dubaï       | en 9 h 10 min 8 s  |
| 2e                 | Joseph Areruya          | Rwanda             | Équipe du Rwanda    | + 4 min 0 s        |
| 3e                 | Essaïd Abelouache       | Maroc              | Al Nasr Dubaï       | + 4 min 3 s        |
| 4e                 | Adil Barbari            | Algérie            | Al Nasr Dubaï       | + 5 min 8 s        |
| 5e                 | Abdelkader Belmokhtar   | Algérie            | Cevital             | m.t                |
| 6e                 | Tesfom Okubamariam      | Érythrée           | Équipe d'Érythrée   | + 6 min 7 s        |
| 7e                 | Paulius Šiškevičius     | Lituanie           | Staki-Baltik Vairas | + 6 min 17 s       |
| 8e                 | Patrick Byukusenge      | Rwanda             | Équipe du Rwanda    | + 6 min 36 s       |
| 9e                 | Abderrahmane Bechlaghem | Algérie            | Équipe d'Algérie    | + 6 min 47 s       |
| 10e                | Jean-Claude Uwizeye     | Rwanda             | Équipe du Rwanda    | + 7 min 41 s       |
| modifier           |                         |                    |                     |                    |

### Classements annexes
| Classement des sprints | Classement des sprints | Classement des sprints | Classement des sprints | Classement des sprints |
| ---------------------- | ---------------------- | ---------------------- | ---------------------- | ---------------------- |
|                        | Coureur                | Pays                   | Équipe                 | Point(s)               |
| 1er                    | Luca Wackermann        | Italie                 | Al Nasr Dubaï          | 56 points              |
| 2e                     | Essaïd Abelouache      | Maroc                  | Al Nasr Dubaï          | 48 pts                 |
| 3e                     | Adil Barbari           | Algérie                | Al Nasr Dubaï          | 46 pts                 |
| modifier               |                        |                        |                        |                        |

| Classement de la montagne | Classement de la montagne | Classement de la montagne | Classement de la montagne | Classement de la montagne |
| ------------------------- | ------------------------- | ------------------------- | ------------------------- | ------------------------- |
|                           | Coureur                   | Pays                      | Équipe                    | Point(s)                  |
| 1er                       | Mehari Tesfatsion         | Érythrée                  | Équipe d'Érythrée         | 15 points                 |
| 2e                        | Tesfom Okubamariam        | Érythrée                  | Équipe d'Érythrée         | 14 pts                    |
| 3e                        | Ali Nouisri               | Tunisie                   | Équipe de Tunisie         | 10 pts                    |
| modifier                  |                           |                           |                           |                           |

| Classement du meilleur jeune | Classement du meilleur jeune | Classement du meilleur jeune | Classement du meilleur jeune | Classement du meilleur jeune |
|                              | Coureur                      | Pays                         | Équipe                       | Temps                        |
| ---------------------------- | ---------------------------- | ---------------------------- | ---------------------------- | ---------------------------- |
| 1er                          | Joseph Areruya               | Rwanda                       | Équipe du Rwanda             | en 9 h 14 min 8 s            |
| 2e                           | Abderrahmane Bechlaghem      | Algérie                      | Équipe d'Algérie             | + 2 min 47 s                 |
| 3e                           | Jean-Claude Uwizeye          | Rwanda                       | Équipe du Rwanda             | + 3 min 41 s                 |
| modifier                     |                              |                              |                              |                              |

| Classement par équipes | Classement par équipes | Classement par équipes | Classement par équipes |
|                        | Équipe                 | Pays                   | Temps                  |
| ---------------------- | ---------------------- | ---------------------- | ---------------------- |
| 1re                    | Al Nasr Dubaï          | Émirats arabes unis    | en 27 h 36 min 51 s    |
| 2e                     | Équipe d'Érythrée      | Érythrée               | + 11 min 50 s          |
| 3e                     | Staki-Baltik Vairas    | Lituanie               | + 25 min 48 s          |
| modifier               |                        |                        |                        |

### UCI Africa Tour
Ce Tour international de Blida attribue des points pour l'UCI Africa Tour 2016, par équipes seulement aux coureurs des équipes continentales professionnelles et continentales, individuellement à tous les coureurs sauf ceux faisant partie d'une équipe ayant un label WorldTeam.
| Position           | 1er | 2e | 3e | 4e | 5e | 6e | 7e | 8e à 10e |
| Classement général | 40  | 30 | 25 | 20 | 15 | 10 | 5  | 3        |
| Par étape          | 7   | 3  | 1  |    |    |    |    |          |
| Leader, par étape  | 1   |    |    |    |    |    |    |          |

| Cycliste              | Équipe              | Général | Étape | Leader | Total |
| --------------------- | ------------------- | ------- | ----- | ------ | ----- |
| Luca Wackermann       | Al Nasr Dubaï       | 40      | 18    | 12     | 70    |
| Joseph Areruya        | Équipe du Rwanda    | 30      | 2     | -      | 32    |
| Adil Barbari          | Al Nasr Dubaï       | 12      | 8     | -      | 20    |
| Essaïd Abelouache     | Al Nasr Dubaï       | 16      | 2     | -      | 18    |
| Abdelkader Belmokhtar | Cevital             | 10      | -     | -      | 10    |
| Patrick Byukusenge    | Équipe du Rwanda    | 3       | 5     | -      | 8     |
| Tesfom Okubamariam    | Équipe d'Érythrée   | 8       | -     | -      | 8     |
| Paulius Šiškevičius   | Staki-Baltik Vairas | 6       | -     | -      | 6     |
| Darijus Džervus       | Staki-Baltik Vairas | -       | 5     | -      | 5     |
| Aron Debretsion       | Équipe d'Érythrée   | -       | 5     | -      | 5     |

## Liste des participants
- Liste de départ complète